# Нанетте Шутте
Нанетте Шутте (нід. Nanette Schutte; нар. 6 квітня 1962) — колишня нідерландська тенісистка.
Найвищу одиночну позицію світового рейтингу — 190 місце досягла 19 січня 1987, парну — 153 місце — 2 лютого 1987 року.
Здобула 1 парний титул.
Найвищим досягненням на турнірах Великого шолома було 3 коло в парному розряді.

## Фінали турнірів WTA

### Парний розряд: 1 (1 перемога)
| Результат | Дата     | Турнір                | Покриття | Партнерка              | Суперниці                    | Рахунок  |
| --------- | -------- | --------------------- | -------- | ---------------------- | ---------------------------- | -------- |
| Перемога  | Жов 1981 | Kyoto Classic, Японія | Тверде   | Маріанне ван дер Торре | Елізабет Смайлі Кім Стейнмец | 6–2, 6–4 |